# De Fryske Marren

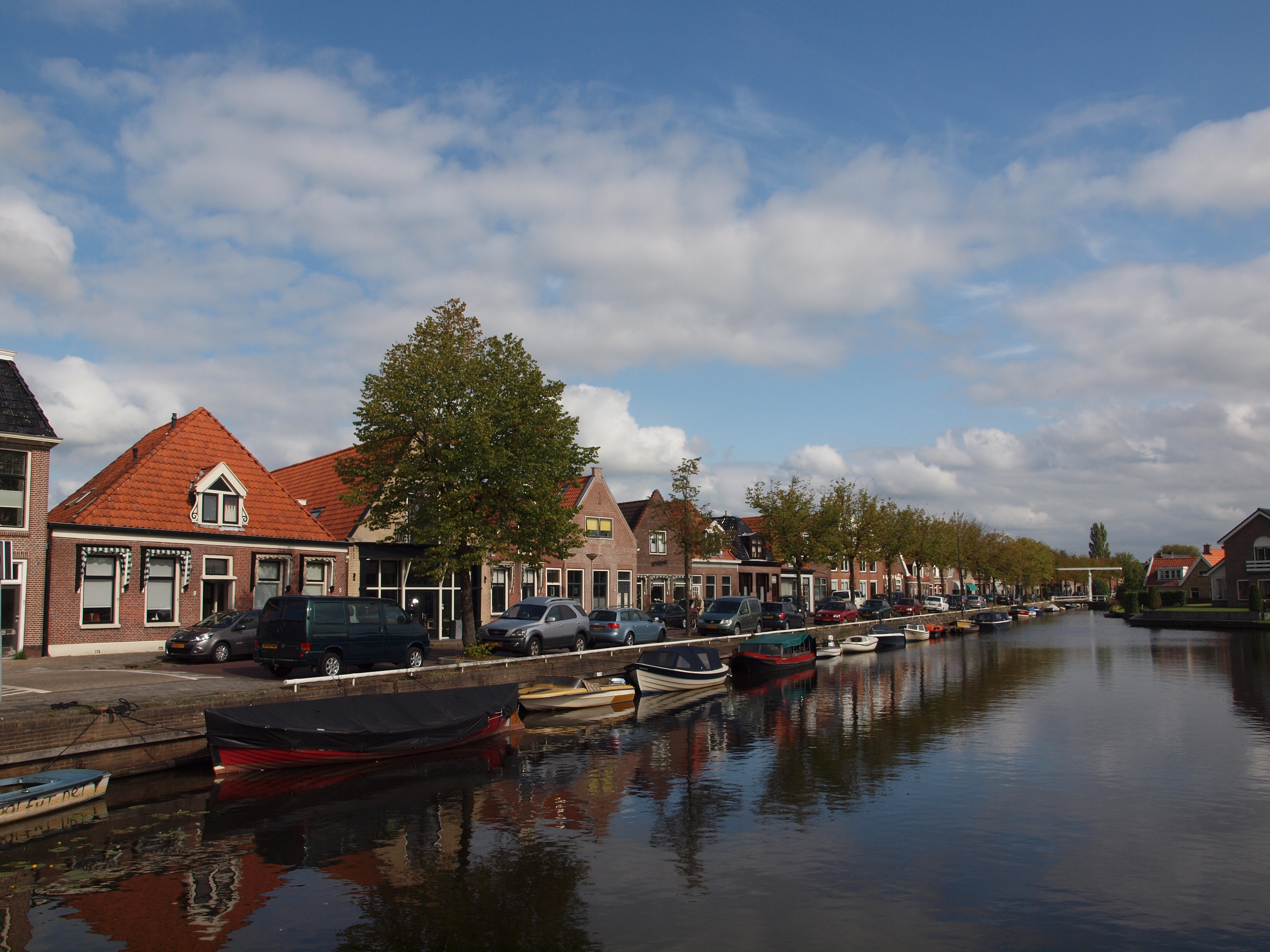

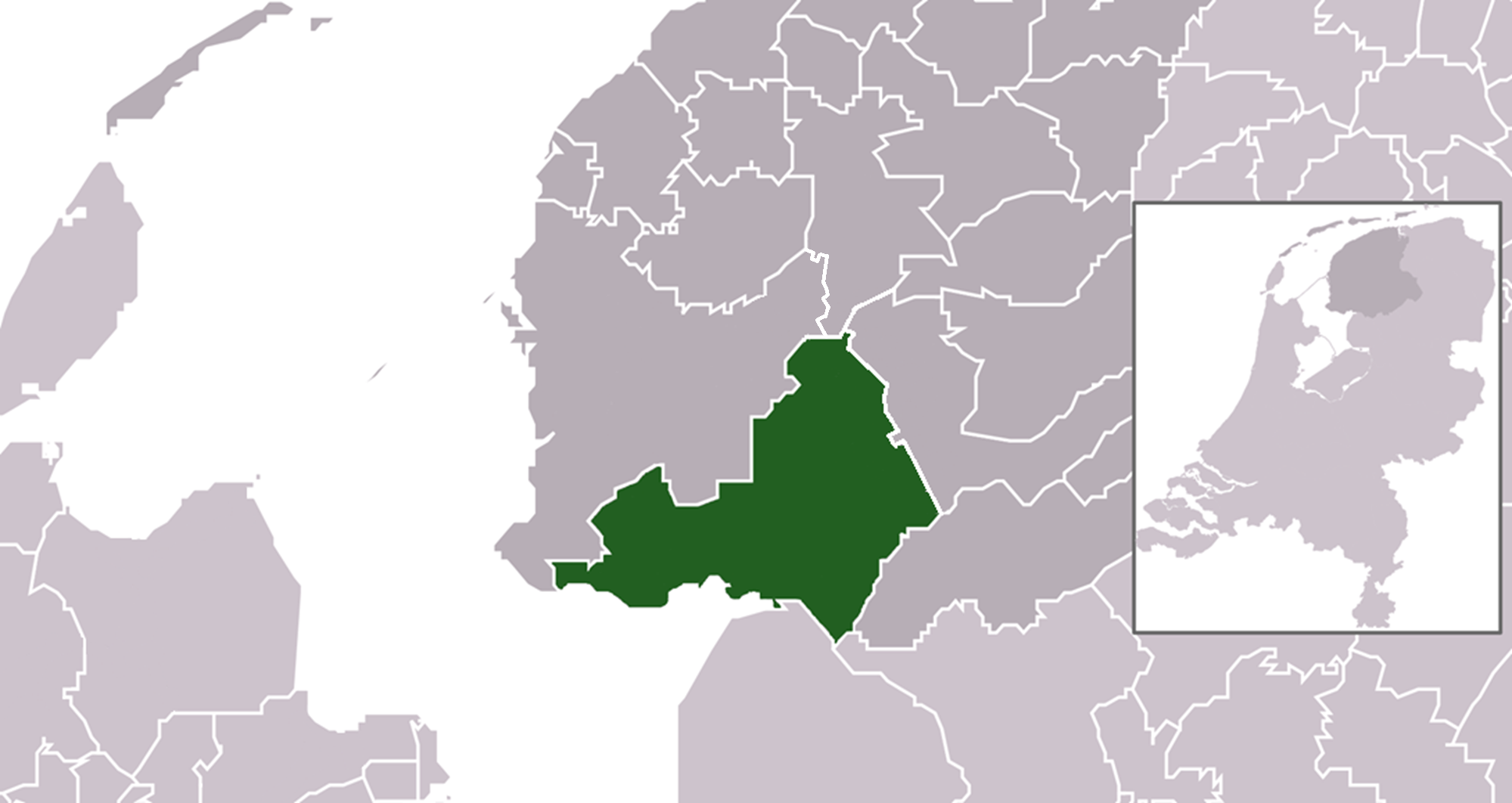
Lägeskarta

De Friese Meren (på frisiska och officiellt: De Fryske Marren) är en kommun i provinsen Friesland i Nederländerna. Kommunens totala area är 550,48 km² (där 194,05 km² är vatten) och invånarantalet är 51 197 invånare (2013). Huvudorten är Joure.